# ستاره سیاه

نمایی از یک «ستارهٔ سیاه»، بسیار شبیه به سیاهچاله، اما بدون افق رویداد - ۲۰۰۶

یک ستارهٔ سیاه جسمی گرانشی است که از ماده تشکیل شده‌است. این یک جایگزین تئوری برای مفهوم سیاه‌چاله در  نسبیت عام است که ساختار نظری آن با استفاده از نظریهٔ گرانش شبه‌کلاسیک ایجاد شده‌است. 
نیازی نیست که ستارهٔ سیاه یک افق رویداد داشته باشد و ممکن است مرحله‌ای انتقالی بین سقوط یک ستاره و یک تکینگی باشد یا نباشد. یک ستارهٔ سیاه زمانی که مادهٔ فشرده با سرعتی که به طور قابل توجهی کمتر از سقوط آزاد سرعت فرضی ذرات در حال سقوط به مرکز آن ستاره است، تشکیل می‌شود. 
یک ستارهٔ سیاه با شعاع کمی بیشتر از افق رویداد پیش‌بینی شده برای معادل جرم سیاه‌چاله خود، بسیار تیره به نظر می‌رسد. چون تقریباً تمامی نور تولید شده به درون ستاره کشیده خواهد شد و هر گونه فرار نور به شدت گرانشی قرمز خواهد شد. غالباً بنظر می‌رسد که ستارهٔ سیاه دقیقاً مانند یک سیاه‌چاله است.